# San Esteban (Valle de Carranza)
San Esteban es una entidad de población española del municipio de Valle de Carranza, perteneciente a la provincia de Vizcaya, en la comunidad autónoma del País Vasco.

## Historia
Hacia mediados del siglo XIX, el lugar ya pertenecía al ayuntamiento de Valle de Carranza. Aparece descrito en el séptimo volumen del Diccionario geográfico-estadístico-histórico de España y sus posesiones de Ultramar de Pascual Madoz con las siguientes palabras:

Esteban (San): barrio en la prov. de Vizcaya, part. jud. de Valmaseda, térm. y jurisd. del valle y ayunt. de Carranza.
(Madoz, 1847, p. 592)

En 2022, la entidad singular de población tenía empadronados 163 habitantes y el núcleo de población, cien.